# Thomas II d'York
Thomas II (ou Thomas le Jeune) († 24 février 1114) est un ecclésiastique anglais devenu archevêque d'York. On l’appelle généralement Thomas II ou Thomas le Jeune pour le distinguer de son oncle Thomas de Bayeux, archevêque d'York de 1070 à 1100.

## Biographie
Thomas était le neveu de Thomas de Bayeux, archevêque d'York, et fils de Samson, frère de Thomas, évêque de Worcester. Son frère Richard est devenu évêque de Bayeux vers 1108 et occupa ce poste jusqu'à sa mort en 1133. La sœur de Thomas et Richard, Isabelle de Douvres, était la maîtresse de Robert de Gloucester, et leur fils Richard était évêque de Bayeux de 1135 à 1142.

### Archevêque d'York
Thomas devint archevêque en mai 1108 à la demande du doyen et chapitre cathédral d'York. En raison d’un conflit avec l’archevêque de Cantorbéry, il fut consacré un an plus tard, le 27 juin 1109, à Londres, par Richard de Beaumais (en), évêque de Londres, et a reçu son pallium du cardinal Ulrich, légat du pape, le 1er août 1109.  
Thomas meurt le 24 février 1114 à Beverley. Il était connu pour sa chasteté, mais également pour sa gourmandise, et il était mort de trop manger. Il et est enterré dans la cathédrale d'York, près de son oncle.